# 1969年バレーボール女子南米選手権
1969年バレーボール女子南米選手権（1969 Women's South American Volleyball Championship）は、1969年にベネズエラのカラカスで開催された、南米バレーボール連盟主催の第8回バレーボール南米選手権女子大会。
出場国は6カ国。ブラジルが3大会ぶり6回目の優勝を飾った。

## 最終結果
| 順位 | 国           |
| ---- | ------------ |
| 1    | ブラジル     |
| 2    | ペルー       |
| 3    | ウルグアイ   |
| 4    | ベネズエラ   |
| 5    | アルゼンチン |
| 6    | コロンビア   |